# Tournoi pré-olympique de football de 1979-1980
Navigation
Montréal 1976 Los Angeles 1984
Le tournoi pré-olympique de football de 1979-1980 a eu pour but de désigner les 14 nations qualifiées pour participer au tournoi final de football, disputé lors des Jeux olympiques de Moscou en 1980. Médaillée d'or et tenante du titre, l'Allemagne de l'Est est qualifiée d'office ainsi que l'URSS en tant que pays hôte, ces deux nations complètent ainsi le total des 16 participants à la phase finale.
Sur 87 nations inscrites au départ, 80 pays originaires de cinq continents ont effectivement pris part aux matches de qualification,, qui ont eu lieu du 7 mars 1979 au 23 avril 1980, et étaient répartis entre les cinq confédérations comme suit :
- 20 équipes d'Europe (UEFA)
- 07 équipes d'Amérique du Sud (CONMEBOL)
- 16 équipes d'Amérique du Nord et d'Amérique centrale (CONCACAF)
- 17 équipes d'Asie (AFC)
- 20 équipes d'Afrique (CAF)

Cette édition des Jeux fut marquée par le boycott d'une cinquantaine de nations, dont les États-Unis, à la suite de l'invasion de l'Afghanistan par l'Union soviétique en 1979. Plusieurs nations qualifiées à l'issue de ces éliminatoires ont ainsi cédé leur place et ont été remplacées par d'autres pays qui étaient normalement éliminés.

## Pays qualifiés
| Tournoi qualificatif           | Dates                             | Lieu                          | Places | Qualifiés                                                                 |
| ------------------------------ | --------------------------------- | ----------------------------- | ------ | ------------------------------------------------------------------------- |
| Pays organisateur              |                                   |                               | 1      | Union soviétique                                                          |
| Tenant du titre                |                                   |                               | 1      | Allemagne de l'Est                                                        |
| Tournoi pré-olympique UEFA     | du 7 mars 1979 au 23 avril 1980   | Itinérant                     | 4      | Tchécoslovaquie Yougoslavie Espagne Norvège Allemagne de l'Ouest Finlande |
| Tournoi pré-olympique CONMEBOL | du 23 janvier au 15 février 1980  | Colombie                      | 2      | Argentine Pérou Venezuela Colombie                                        |
| Tournoi pré-olympique CONCACAF | du 1er avril 1979 au 2 avril 1980 | Itinérant                     | 2      | Costa Rica États-Unis Suriname Haïti Cuba                                 |
| Tournoi pré-olympique AFC      | du 23 février au 6 avril 1980     | Bagdad Kuala Lumpur Singapour | 3      | Koweït Malaisie Irak Iran Syrie                                           |
| Tournoi pré-olympique CAF      | du 25 mars 1979 au 13 avril 1980  | Itinérant                     | 3      | Algérie Ghana Nigeria Égypte Zambie                                       |
| Total                          |                                   |                               | 16     |                                                                           |

## Résultats des qualifications par confédération
Dans les phases de qualification en groupe disputées selon le système de championnat, en cas d’égalité de points de plusieurs équipes à l'issue de la dernière journée, les critères suivants sont appliqués dans l'ordre indiqué pour établir leur classement :

- Meilleure différence de buts,
- Plus grand nombre de buts marqués.

Dans le système à élimination directe avec des matches aller et retour, en cas d'égalité parfaite au score cumulé des deux rencontres, les mesures suivantes sont d'application :

- Organisation de prolongations et, au besoin, d'une séance de tirs au but, si les deux équipes sont toujours à égalité au terme des prolongations (UEFA, CAF), ou
- Nécessité d'un match d'appui disputé sur terrain neutre (CONCACAF),
- La règle des buts marqués à l'extérieur n'est pas en vigueur.

### Europe (UEFA)
Le tournoi européen de qualification aux Jeux olympiques d'été de 1980 s'est déroulé en deux rondes entre le 7 mars 1979 et le 23 avril 1980. Le premier tour a été disputé entre quatre groupes de cinq équipes, à l'issue duquel deux nations s'étant qualifiées sur le terrain rejoignent un pays exempt au sein de chacune des poules pour la deuxième ronde. Dans trois des quatre groupes, les deux premiers qualifiés ont été déterminés à l'issue d'un système à élimination directe disputé en match aller-retour, en jouant si nécessaire une séance de tirs au but, à l'issue du temps réglementaire de la seconde rencontre, car la règle des buts marqués à l'extérieur n'est pas en vigueur.
Au terme du second tour, la Tchécoslovaquie, la Yougoslavie, l'Espagne et la Norvège ont décroché leur participation au tournoi olympique, toutefois cette dernière fut remplacée par la Finlande après que l'Allemagne de l'Ouest ait décliné l'invitation.

#### Groupe 1

##### Premier tour
| Équipe 1 | Résultat | Équipe 2        | Aller | Retour |
| -------- | -------- | --------------- | ----- | ------ |
| Bulgarie | 1 - 4    | Tchécoslovaquie | 1 - 0 | 0 - 4  |
| Roumanie | 2 - 3    | Hongrie         | 2 - 0 | 0 - 3  |
|          | exempt   | Pologne         | -     | -      |

##### Second tour
| Rang | Équipe          | Pts | J | G | N | P | Bp | Bc | Diff |  | Résultats (▼ dom., ► ext.) |     |     |     |
| ---- | --------------- | --- | - | - | - | - | -- | -- | ---- |  | -------------------------- | --- | --- | --- |
| 1    | Tchécoslovaquie | 6   | 4 | 3 | 0 | 1 | 5  | 5  | 0    |  | Tchécoslovaquie            |     | 3-2 | 1-0 |
| 2    | Hongrie         | 4   | 4 | 2 | 0 | 2 | 7  | 4  | +3   |  | Hongrie                    | 3-0 |     | 2-0 |
| 3    | Pologne         | 2   | 4 | 1 | 0 | 3 | 1  | 4  | -3   |  | Pologne                    | 0-1 | 1-0 |     |

#### Groupe 2

##### Premier tour
| Équipe 1 | Résultat      | Équipe 2    | Aller | Retour              |
| -------- | ------------- | ----------- | ----- | ------------------- |
| Autriche | 2 - 2 (3 - 4) | Turquie     | 1 - 0 | 1 - 2 ap (3 - 4)tab |
| Grèce    | 1 - 4         | Italie      | 1 - 0 | 0 - 4               |
|          | exempt        | Yougoslavie | -     | -                   |

##### Second tour
| Rang | Équipe      | Pts | J | G | N | P | Bp | Bc | Diff |  | Résultats (▼ dom., ► ext.) |     |     |     |
| ---- | ----------- | --- | - | - | - | - | -- | -- | ---- |  | -------------------------- | --- | --- | --- |
| 1    | Yougoslavie | 6   | 4 | 3 | 0 | 1 | 9  | 3  | +6   |  | Yougoslavie                |     | 5-2 | 3-0 |
| 2    | Italie      | 6   | 4 | 3 | 0 | 1 | 10 | 5  | +5   |  | Italie                     | 1-0 |     | 5-0 |
| 3    | Turquie     | 0   | 4 | 0 | 0 | 4 | 0  | 11 | -11  |  | Turquie                    | 0-1 | 0-2 |     |

#### Groupe 3

##### Premier tour
| Rang | Équipe        | Pts | J | G | N | P | Bp | Bc | Diff |  | Résultats (▼ dom., ► ext.) |     |     |     |     |
| ---- | ------------- | --- | - | - | - | - | -- | -- | ---- |  | -------------------------- | --- | --- | --- | --- |
| 1    | Belgique      | 10  | 6 | 4 | 2 | 0 | 9  | 3  | +6   |  | Belgique                   |     | 3-1 | 0-0 | 1-0 |
| 2    | Espagne       | 7   | 6 | 2 | 3 | 1 | 10 | 6  | +4   |  | Espagne                    | 1-1 |     | 1-1 | 3-0 |
| 3    | Israël        | 5   | 6 | 1 | 3 | 2 | 6  | 10 | -4   |  | Israël                     | 0-2 | 0-3 |     | 1-1 |
| 4    | Pays-Bas      | 2   | 6 | 0 | 2 | 4 | 6  | 12 | -6   |  | Pays-Bas                   | 1-2 | 1-1 | 3-4 |     |
|      | France exempt |     |   |   |   |   |    |    |      |  |                            |     |     |     |     |

##### Second tour
| Rang | Équipe   | Pts | J | G | N | P | Bp | Bc | Diff |  | Résultats (▼ dom., ► ext.) |     |     |     |
| ---- | -------- | --- | - | - | - | - | -- | -- | ---- |  | -------------------------- | --- | --- | --- |
| 1    | Espagne  | 5   | 4 | 2 | 1 | 1 | 7  | 4  | +3   |  | Espagne                    |     | 2-0 | 3-1 |
| 2    | Belgique | 4   | 4 | 2 | 0 | 2 | 7  | 8  | -1   |  | Belgique                   | 2-1 |     | 4-2 |
| 3    | France   | 3   | 4 | 1 | 1 | 2 | 7  | 9  | -2   |  | France                     | 1-1 | 3-1 |     |

#### Groupe 4

##### Premier tour
| Équipe 1             | Résultat | Équipe 2             | Aller | Retour |
| -------------------- | -------- | -------------------- | ----- | ------ |
| Danemark             | 2 - 5    | Finlande             | 1 - 1 | 1 - 4  |
| République d'Irlande | 1 - 2    | Norvège              | 0 - 0 | 1 - 2  |
|                      | exempt   | Allemagne de l'Ouest | -     | -      |

##### Second tour
| Rang | Équipe               | Pts | J | G | N | P | Bp | Bc | Diff |  | Résultats (▼ dom., ► ext.) |     |     |     |
| ---- | -------------------- | --- | - | - | - | - | -- | -- | ---- |  | -------------------------- | --- | --- | --- |
| 1    | Norvège              | 7   | 4 | 3 | 1 | 0 | 5  | 1  | +4   |  | Norvège                    |     | 2-0 | 1-1 |
| 2    | Allemagne de l'Ouest | 3   | 4 | 1 | 1 | 2 | 2  | 3  | -1   |  | Allemagne de l'Ouest       | 0-1 |     | 2-0 |
| 3    | Finlande             | 2   | 4 | 0 | 2 | 2 | 1  | 4  | -3   |  | Finlande                   | 0-1 | 0-0 |     |

### Amérique du Sud (CONMEBOL)
Le tournoi pré-olympique sud-américain s'est déroulé du 23 janvier au 15 février 1980 dans quatre villes de Colombie : Barranquilla, Bogota, Cali, et Pereira. Les deux équipes les mieux classées, d'un groupe unique rassemblant les sept nations participantes, étaient placées pour le tournoi olympique au terme d'une compétition à match unique entre chacun des adversaires. À l'issue de ces éliminatoires, l'Argentine et la Colombie se sont qualifiées, cependant la première a été remplacée par le Venezuela après que le Pérou ait décliné l'invitation, d'abord inscrit l'Uruguay n'a quant à lui finalement pas pris part à la compétition. L'Équateur et le Paraguay n'ont pas désiré participer au tournoi.

#### Tournoi qualificatif
| Rang | Équipe    | Pts     | J       | G       | N       | P       | Bp      | Bc      | Diff    |  | Résultats (▼ dom., ► ext.) |     |  |     |     |     |     |     |
| ---- | --------- | ------- | ------- | ------- | ------- | ------- | ------- | ------- | ------- |  | -------------------------- | --- |  | --- | --- | --- | --- | --- |
| 1    | Argentine | 11      | 6       | 5       | 1       | 0       | 13      | 2       | +11     |  | Argentine                  |     |  | 4-1 | 1-0 | 3-1 | 1-0 | 4-0 |
| 2    | Colombie  | 7       | 6       | 3       | 1       | 2       | 10      | 5       | +5      |  | Colombie                   | 0-0 |  | 2-1 | 0-1 | 5-1 | 3-1 | 0-1 |
| 3    | Pérou     | 7       | 6       | 3       | 1       | 2       | 9       | 7       | +2      |  | Pérou                      |     |  |     | 2-0 | 3-0 | 1-0 |     |
| 4    | Venezuela | 5       | 6       | 2       | 1       | 3       | 7       | 6       | +1      |  | Venezuela                  |     |  |     |     |     |     | 5-1 |
| 5    | Brésil    | 5       | 6       | 2       | 1       | 3       | 8       | 12      | -4      |  | Brésil                     |     |  |     | 2-1 |     | 0-0 | 4-0 |
| 6    | Chili     | 4       | 6       | 1       | 2       | 3       | 3       | 5       | -2      |  | Chili                      |     |  |     | 0-0 |     |     | 2-0 |
| 7    | Bolivie   | 3       | 6       | 1       | 1       | 4       | 3       | 16      | -13     |  | Bolivie                    |     |  | 1-1 |     |     |     |     |
| -    | Uruguay   | Forfait | Forfait | Forfait | Forfait | Forfait | Forfait | Forfait | Forfait |  |                            |     |  |     |     |     |     |     |

### Amérique du Nord, Amérique centrale et Caraïbes (CONCACAF)
Les tours de qualification et le tournoi pré-olympique de la CONCACAF ont eu lieu du 1er avril 1979 au 2 avril 1980 et ont permis au Costa Rica et aux États-Unis de se qualifier pour le tournoi olympique, ces derniers ont toutefois été remplacés par Cuba après que le Suriname et Haïti aient décliné l'invitation. Les trois derniers participants à la ronde finale continentale octroyant deux places qualificatives ont été déterminés dans les trois groupes réunissant les 16 nations inscrites à l'issue d'un système à élimination directe disputé en match aller-retour, en jouant si nécessaire un match d'appui sur terrain neutre en cas d'égalité parfaite au score cumulé car la règle des buts marqués à l'extérieur n'est pas en vigueur.

#### Zone Amérique du Nord (NAFU)

##### Premier tour
| Équipe 1 | Résultat | Équipe 2   | Aller | Retour |
| -------- | -------- | ---------- | ----- | ------ |
| Bermudes | 8 - 2    | Canada     | 3 - 0 | 5 - 2  |
| Mexique  | 6 - 0    | États-Unis | 4 - 0 | 2 - 0  |

##### Second tour
| Équipe 1 | Résultat | Équipe 2   | Aller | Retour |
| -------- | -------- | ---------- | ----- | ------ |
| Bermudes | 0 - 8    | États-Unis | 0 - 3 | 0 - 5  |

#### Zone Amérique Centrale (UNCAF)

##### Premier tour
| Équipe 1   | Résultat | Équipe 2 | Aller | Retour |
| ---------- | -------- | -------- | ----- | ------ |
| Guatemala  | 2 - 1    | Salvador | 2 - 0 | 0 - 1  |
| Costa Rica | 6 - 0    | Panama   | 4 - 0 | 2 - 0  |

##### Second tour
| Équipe 1   | Résultat | Équipe 2  | Aller | Retour | Appui |
| ---------- | -------- | --------- | ----- | ------ | ----- |
| Costa Rica | 3 - 2    | Guatemala | 1 - 2 | 1 - 0  | 1 - 0 |

#### Zone Caraïbes (CFU)

##### Tour préliminaire
| Équipe 1 | Résultat | Équipe 2        | Aller | Retour |
| -------- | -------- | --------------- | ----- | ------ |
| Barbade  | -        | Grenade forfait | -     | -      |

##### Premier tour
| Équipe 1               | Résultat | Équipe 2               | Aller | Retour |
| ---------------------- | -------- | ---------------------- | ----- | ------ |
| Haïti                  | 7 - 1    | République dominicaine | 4 - 1 | 3 - 0  |
| Antilles néerlandaises | 3 - 9    | Trinité-et-Tobago      | 2 - 3 | 1 - 6  |
| Barbade                | 2 - 7    | Suriname               | 1 - 2 | 1 - 5  |
| Jamaïque               | 0 - 5    | Cuba                   | 0 - 3 | 0 - 2  |

##### Deuxième tour
| Équipe 1          | Résultat | Équipe 2 | Aller | Retour | Appui |
| ----------------- | -------- | -------- | ----- | ------ | ----- |
| Cuba              | 0 - 1    | Haïti    | 0 - 1 | 0 - 0  | -     |
| Trinité-et-Tobago | 3 - 5    | Suriname | 2 - 0 | 1 - 3  | 0 - 2 |

##### Troisième tour
| Équipe 1 | Résultat | Équipe 2 | Aller | Retour | Appui |
| -------- | -------- | -------- | ----- | ------ | ----- |
| Haïti    | 2 - 4    | Suriname | 2 - 0 | 0 - 2  | 0 - 2 |

#### Tournoi final
| Rang | Équipe     | Pts | J | G | N | P | Bp | Bc | Diff |  | Résultats (▼ dom., ► ext.) |     |     |     |
| ---- | ---------- | --- | - | - | - | - | -- | -- | ---- |  | -------------------------- | --- | --- | --- |
| 1    | Costa Rica | 5   | 4 | 2 | 1 | 1 | 7  | 6  | +1   |  | Costa Rica                 |     | 0-1 | 3-2 |
| 2    | États-Unis | 5   | 4 | 2 | 1 | 1 | 6  | 6  | 0    |  | États-Unis                 | 1-1 |     | 2-1 |
| 3    | Suriname   | 3   | 4 | 1 | 0 | 3 | 9  | 10 | -1   |  | Suriname                   | 2-3 | 4-2 |     |

### Asie (AFC) / Océanie (OFC)
La phase de qualification asiatique a été jouée entre le 23 février et le 6 avril 1980 en trois groupes (deux groupes de six équipes et un groupe de cinq équipes) dans trois villes du continent : à Bagdad en Irak, à Kuala Lumpur en Malaisie et à Singapour. Les deux équipes les mieux placées de chaque groupe au terme d'une compétition à match unique contre chacun des adversaires se sont rencontrées dans une finale supplémentaire désignant les trois participants respectifs aux Jeux olympiques d'été de 1980. Au terme de cette phase éliminatoire, le Koweït, la Malaisie et l'Iran ont gagné le droit de disputer le tournoi olympique, cependant la Malaisie a été remplacée par l'Irak et l'Iran par la Syrie. Le Bahreïn, les Émirats arabes unis et la Birmanie ont en définitive renoncé à participer, ainsi que l'Australie et la Nouvelle-Zélande.

#### Groupe 1
Le tournoi a été disputé à Bagdad en Irak du 16 au 31 mars 1980.

##### Premier tour
| Rang | Équipe              | Pts     | J       | G       | N       | P       | Bp      | Bc      | Diff    |  | Résultats (▼ dom., ► ext.) |  |     |     |     |     |
| ---- | ------------------- | ------- | ------- | ------- | ------- | ------- | ------- | ------- | ------- |  | -------------------------- |  | --- | --- | --- | --- |
| 1    | Irak                | 7       | 4       | 3       | 1       | 0       | 8       | 0       | +8      |  | Irak                       |  | 0-0 | 1-0 | 3-0 | 4-0 |
| 2    | Koweït              | 7       | 4       | 3       | 1       | 0       | 7       | 1       | +6      |  | Koweït                     |  |     | 1-0 | 5-1 | 1-0 |
| 3    | Syrie               | 4       | 4       | 2       | 0       | 2       | 4       | 3       | +1      |  | Syrie                      |  |     |     | 2-1 | 2-0 |
| 4    | Yémen du Sud        | 2       | 4       | 1       | 0       | 3       | 4       | 11      | -7      |  | Yémen du Sud               |  |     |     |     | 2-1 |
| 5    | Jordanie            | 0       | 4       | 0       | 0       | 4       | 1       | 9       | -8      |  | Jordanie                   |  |     |     |     |     |
| -    | Bahreïn             | Forfait | Forfait | Forfait | Forfait | Forfait | Forfait | Forfait | Forfait |  |                            |  |     |     |     |     |
| -    | Émirats arabes unis | Forfait | Forfait | Forfait | Forfait | Forfait | Forfait | Forfait | Forfait |  |                            |  |     |     |     |     |

##### Finale
| Équipe 1 | Résultat | Équipe 2 |
| -------- | -------- | -------- |
| Irak     | 2 - 3    | Koweït   |

#### Groupe 2
Le tournoi a été disputé à Kuala Lumpur en Malaisie du 21 mars au 6 avril 1980.

##### Tour préliminaire
| Équipe 1          | Résultat | Équipe 2                 | Aller | Retour |
| ----------------- | -------- | ------------------------ | ----- | ------ |
| forfait Australie | -        | Nouvelle-Zélande forfait | -     | -      |

##### Premier tour
| Rang | Équipe                 | Pts     | J       | G       | N       | P       | Bp      | Bc      | Diff    |  | Résultats (▼ dom., ► ext.) |  |     |     |     |     |      |
| ---- | ---------------------- | ------- | ------- | ------- | ------- | ------- | ------- | ------- | ------- |  | -------------------------- |  | --- | --- | --- | --- | ---- |
| 1    | Malaisie               | 9       | 5       | 4       | 1       | 0       | 21      | 3       | +18     |  | Malaisie                   |  | 3-0 | 1-1 | 3-1 | 6-1 | 8-0  |
| 2    | Corée du Sud           | 8       | 5       | 4       | 0       | 1       | 15      | 4       | +11     |  | Corée du Sud               |  |     | 3-1 | 3-0 | 1-0 | 8-0  |
| 3    | Japon                  | 7       | 5       | 3       | 1       | 1       | 16      | 5       | +11     |  | Japon                      |  |     |     | 2-1 | 2-0 | 10-0 |
| 4    | Brunei                 | 4       | 5       | 2       | 0       | 3       | 7       | 10      | -3      |  | Brunei                     |  |     |     |     | 3-2 | 2-0  |
| 5    | Indonésie              | 2       | 5       | 1       | 0       | 4       | 7       | 12      | -5      |  | Indonésie                  |  |     |     |     |     | 4-0  |
| 6    | Philippines            | 0       | 5       | 0       | 0       | 5       | 0       | 32      | -32     |  | Philippines                |  |     |     |     |     |      |
| -    | Australie / N.-Zélande | Forfait | Forfait | Forfait | Forfait | Forfait | Forfait | Forfait | Forfait |  |                            |  |     |     |     |     |      |

##### Finale
| Équipe 1 | Résultat | Équipe 2     |
| -------- | -------- | ------------ |
| Malaisie | 2 - 1    | Corée du Sud |

#### Groupe 3
Le tournoi a été disputé à Singapour du 23 février au 12 mars 1980.

##### Premier tour
| Rang | Équipe        | Pts     | J       | G       | N       | P       | Bp      | Bc      | Diff    |  | Résultats (▼ dom., ► ext.) |  |     |     |     |     |      |
| ---- | ------------- | ------- | ------- | ------- | ------- | ------- | ------- | ------- | ------- |  | -------------------------- |  | --- | --- | --- | --- | ---- |
| 1    | Iran          | 8       | 5       | 3       | 2       | 0       | 18      | 2       | +16     |  | Iran                       |  | 3-0 | 2-2 | 0-0 | 2-0 | 11-0 |
| 2    | Singapour     | 8       | 5       | 4       | 0       | 1       | 8       | 4       | +4      |  | Singapour                  |  |     | 1-0 | 3-1 | 1-0 | 3-0  |
| 3    | Chine         | 6       | 5       | 2       | 2       | 1       | 11      | 4       | +7      |  | Chine                      |  |     |     | 1-1 | 1-0 | 7-0  |
| 4    | Corée du Nord | 6       | 5       | 2       | 2       | 1       | 11      | 5       | +6      |  | Corée du Nord              |  |     |     |     | 2-1 | 7-0  |
| 5    | Inde          | 2       | 5       | 1       | 0       | 4       | 5       | 6       | -1      |  | Inde                       |  |     |     |     |     | 4-0  |
| 6    | Sri Lanka     | 0       | 5       | 0       | 0       | 5       | 0       | 32      | -32     |  | Sri Lanka                  |  |     |     |     |     |      |
| -    | Birmanie      | Forfait | Forfait | Forfait | Forfait | Forfait | Forfait | Forfait | Forfait |  |                            |  |     |     |     |     |      |

##### Finale
| Équipe 1 | Résultat | Équipe 2  |
| -------- | -------- | --------- |
| Iran     | 4 - 0    | Singapour |

### Afrique (CAF)
Le tournoi africain de qualifications pour les Jeux olympiques d’été de 1980 s’est déroulé sur trois tours entre le 25 mars 1979 et le 13 avril 1980. Les trois qualifiés au tournoi olympique ont été déterminés, au terme des trois rondes répartissant les 20 nations participantes dans trois groupes, à l'issue d'un système à élimination directe disputé en match aller-retour, en jouant si nécessaire une prolongation de deux fois 15 minutes en cas d'égalité parfaite au score cumulé, car la règle des buts marqués à l'extérieur n'est pas en vigueur, ainsi qu'une séance de tirs au but si les deux équipes sont toujours à égalité à la fin des prolongations. Après le troisième tour, l'Algérie, le Ghana et l'Égypte se sont qualifiés pour le tournoi olympique, néanmoins le Ghana a été remplacé par le Nigeria et l’Égypte par la Zambie.

#### Groupe 1

##### Premier tour
| Équipe 1 | Résultat      | Équipe 2 | Aller | Retour              |
| -------- | ------------- | -------- | ----- | ------------------- |
| Tunisie  | 1 - 3         | Libye    | 1 - 0 | 0 - 3               |
| Algérie  | 1 - 1 (4 - 2) | Mali     | 1 - 0 | 0 - 1 ap (4 - 2)tab |
| Maroc    | 1 - 1 (6 - 5) | Sénégal  | 1 - 0 | 0 - 1 ap (6 - 5)tab |

##### Deuxième tour
| Équipe 1 | Résultat | Équipe 2 | Aller | Retour |
| -------- | -------- | -------- | ----- | ------ |
| Maroc    | 1 - 8    | Algérie  | 1 - 5 | 0 - 3  |
|          | exempt   | Libye    | -     | -      |

##### Troisième tour
| Équipe 1 | Résultat | Équipe 2      | Aller | Retour |
| -------- | -------- | ------------- | ----- | ------ |
| Algérie  | -        | Libye forfait | -     | -      |

#### Groupe 2

##### Premier tour
| Équipe 1     | Résultat | Équipe 2              | Aller | Retour |
| ------------ | -------- | --------------------- | ----- | ------ |
| Liberia      | -        | Côte d'Ivoire forfait | -     | -      |
| Sierra Leone | -        | Guinée forfait        | -     | -      |
| Kenya        | -        | Soudan forfait        | -     | -      |
|              | exempt   | Ghana                 | -     | -      |

##### Deuxième tour
| Équipe 1             | Résultat | Équipe 2 | Aller | Retour |
| -------------------- | -------- | -------- | ----- | ------ |
| forfait Sierra Leone | 3 - 1    | Liberia  | 3 - 1 | -      |
| Ghana                | 5 - 1    | Kenya    | 4 - 1 | 1 - 0  |

##### Troisième tour
| Équipe 1 | Résultat | Équipe 2 | Aller | Retour |
| -------- | -------- | -------- | ----- | ------ |
| Liberia  | 2 - 4    | Ghana    | 0 - 2 | 2 - 2  |

#### Groupe 3

##### Premier tour
| Équipe 1   | Résultat | Équipe 2         | Aller | Retour |
| ---------- | -------- | ---------------- | ----- | ------ |
| Lesotho    | 7 - 3    | Maurice          | 4 - 1 | 3 - 2  |
| Madagascar | 3 - 2    | Éthiopie         | 2 - 1 | 1 - 1  |
| Égypte     | -        | Tanzanie forfait | -     | -      |
|            | exempt   | Zambie           | -     | -      |

##### Deuxième tour
| Équipe 1   | Résultat      | Équipe 2 | Aller | Retour              |
| ---------- | ------------- | -------- | ----- | ------------------- |
| Zambie     | 5 - 0         | Lesotho  | 5 - 0 | 0 - 0               |
| Madagascar | 2 - 2 (3 - 4) | Égypte   | 1 - 1 | 1 - 1 ap (3 - 4)tab |

##### Troisième tour
| Équipe 1 | Résultat | Équipe 2 | Aller | Retour |
| -------- | -------- | -------- | ----- | ------ |
| Égypte   | 5 - 2    | Zambie   | 4 - 1 | 1 - 1  |